# فلیکس دو شازورن
فلیکس دو شازورن (به فرانسوی: Félix de Chazournes) نویسنده و بازرگان قرن نوزدهم میلادی اهل فرانسه است.